# Bisdom Coatzacoalcos
Het bisdom Coatzacoalcos (Latijn: Dioecesis Coatzacoalsensis) is een rooms-katholiek bisdom met als zetel Coatzacoalcos, in Mexico. Het bisdom is suffragaan aan het aartsbisdom Jalapa. 

## Geschiedenis
Het bisdom werd opgericht op 14 maart 1984, uit delen van het bisdom San Andrés Tuxtla.

## Parochies
Het bisdom had in 2021 een oppervlakte van 10.500 km2 en telde 1.306.800 inwoners waarvan 80,8% rooms-katholiek was.

## Bisschoppen
- Carlos Talavera Ramírez (14 maart 1984 - 24 september 2002)
- Rutilo Muñoz Zamora (24 september 2002 - heden)

Jalapa (aartsbisdom) · Coatzacoalcos · Córdoba · Orizaba · Papantla · San Andrés Tuxtla · Tuxpan · Veracruz